# Ільдіко Шош
Ільдіко Шош (угор. Ildikó Sós, 27 грудня 1976) — угорська ватерполістка.
Учасниця Олімпійських Ігор 2004, 2008 років. Срібна медалістка Чемпіонату світу з водних видів спорту 2001 року.